# Kruczyna czarnolica
Kruczyna czarnolica (Coracina novaehollandiae) – gatunek wszystkożernego ptaka z rodziny liszkojadów (Campephagidae). Zamieszkuje Australię (z Tasmanią i sąsiednimi wyspami) oraz południowo-wschodnią Nową Gwineę. Część populacji zimuje na Nowej Gwinei, Wyspach Salomona, Molukach i Małych Wyspach Sundajskich.

## Opis gatunku

### Systematyka
Gatunek ten po raz pierwszy zgodnie z zasadami nazewnictwa binominalnego opisał w 1789 roku Johann Friedrich Gmelin w 13. edycji linneuszowskiego Systema Naturae. Autor nadał mu nazwę Turdus novae Hollandiae, a jako miejsce typowe wskazał „terra van Diemen”, co później uściślono na Zatokę Adventure na Tasmanii. Obecnie gatunek umieszczany jest w rodzaju Coracina. Wyróżnia się 3 podgatunki C. novaehollandiae.

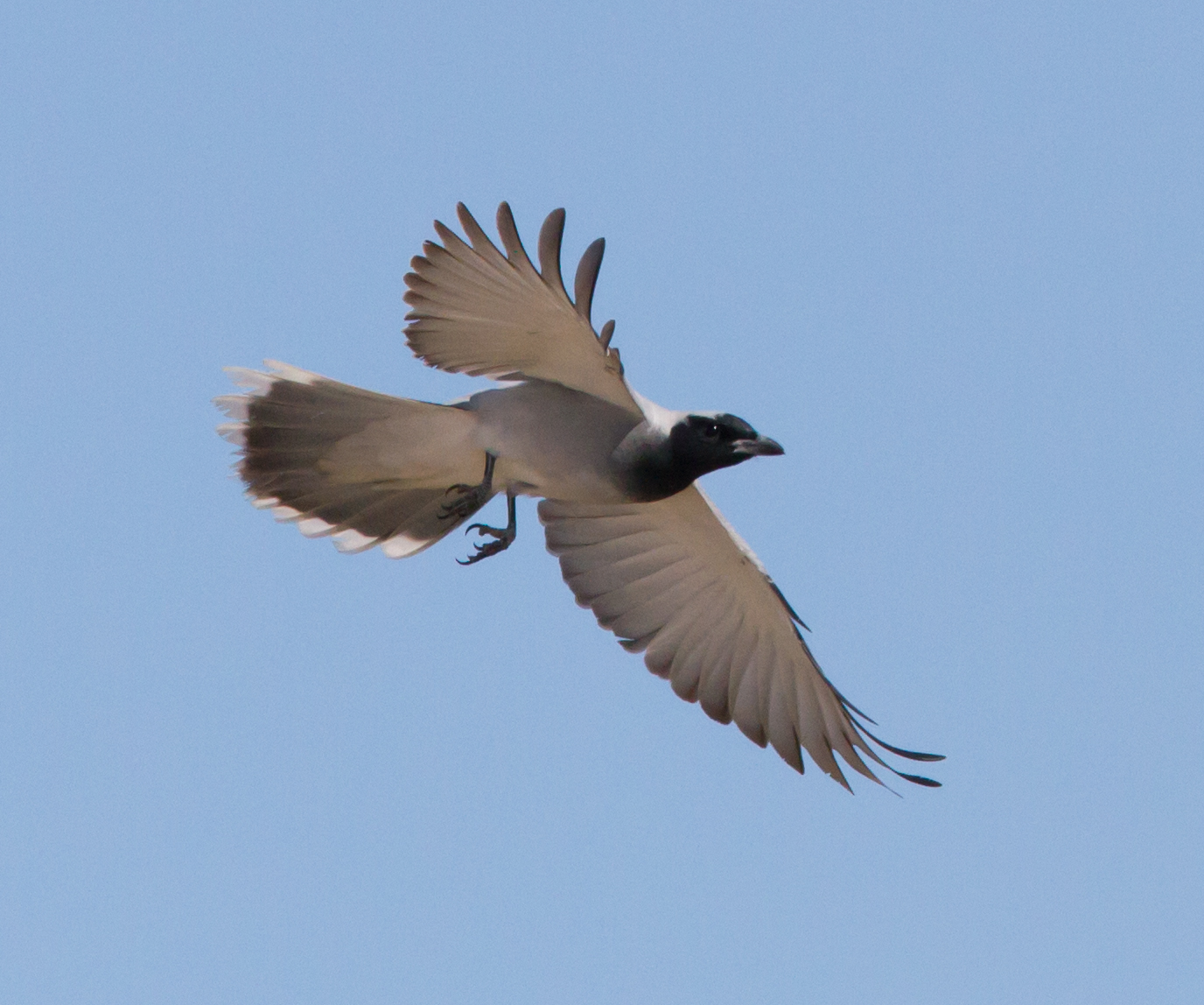
Kruczyna czarnolica w locie

### Morfologia
Mierzy 32–35 cm, masa ciała 89–148 g.

### Podgatunki i zasięg występowania
Wyróżnia się 3 podgatunki
- C. n. subpallida Mathews, 1912 – zachodnio-środkowa Australia; część populacji zimuje prawdopodobnie na Małych Wyspach Sundajskich i Wyspach Kai.
- C. n. melanops (Latham, 1801) – południowo-zachodnia, południowa, wschodnia i północna Australia z okolicznymi wyspami oraz południowo-wschodnia Nowa Gwinea (okolice Port Moresby); część populacji zimuje na Molukach, Małych Wyspach Sundajskich, wschodniej Nowej Gwinei i dalej na wschód po zachodnie Wyspy Salomona.
- C. n. novaehollandiae (J.F. Gmelin, 1789) – Tasmania i wyspy w Cieśninie Bassa; zimuje w południowo-wschodniej Australii.

### Status i ochrona
W Czerwonej księdze gatunków zagrożonych IUCN kruczyna czarnolica jest klasyfikowana jako gatunek najmniejszej troski (LC – Least Concern). Liczebność populacji nie została oszacowana, ale ptak ten opisywany jest jako lokalnie pospolity. Trend liczebności populacji oceniany jest jako spadkowy ze względu na niszczenie siedlisk. W Australii jest gatunkiem chronionym (ustawa National Parks and Wildlife Act, 1974).